# Шёлковый путь 2018
Шёлковый путь 2018 (англ. Silk way 2018) — международный ралли-рейд, этап серии «Шёлковый путь». Первая часть его прошла с 19 по 27 июля 2018 года, соревнования прошли на территории России на трассе Астрахань — Москва. Мототехника не участвовала. Вторая часть ралли-рейда пройдёт на территории Китая осенью.
Церемония награждения состоялась на Красной площади в Москве.

## Этапы
Список этапов приводится в соответствии с информацией на сайте ралли-рейда.
| Этап  | Название                                      | Старт     | Финиш     | Дата  | Высота, м | Высота, м | Протяжённость, км | Протяжённость, км | Победители                                                 | Победители                                                                                       | Примечания                      |
| Этап  | Название                                      | Старт     | Финиш     | Дата  | мин.      | макс.     | этапа             | спец. участка     | внедорожники                                               | грузовики                                                                                        | Примечания                      |
| ----- | --------------------------------------------- | --------- | --------- | ----- | --------- | --------- | ----------------- | ----------------- | ---------------------------------------------------------- | ------------------------------------------------------------------------------------------------ | ------------------------------- |
| 1     | День механика или круговой этап               | Астрахань | Астрахань |       |           |           | 362,78            | 311,00            | Аль-Аттия, Нассер (Катар) / Бомель, Матьё (Франция)        | Сотников, Дмитрий Сергеевич / Ахмадеев, Руслан / Мустафин, Ильнур (все — Россия)                 | земля 70 % песчаные дороги 30 % |
| 2     | Марафонский этап — часть первая               | Астрахань | Элиста    |       |           |           | 483,59            | 311,00            | Аль-Аттия, Нассер (Катар) / Бомель, Матьё (Франция)        | Каргинов, Андрей Олегович / Мокеев, Андрей Викторович / Леонов, Игорь Иванович (все — Россия)    | земля 95 % песчаные дороги 5 %  |
| 3     | Марафонский этап — часть вторая               | Элиста    | Астрахань |       |           |           | 486,28            | 332,00            | Хант, Гарри (Великобритания) / Делоне, Себастьен (Франция) | Сотников, Дмитрий Сергеевич / Ахмадеев, Руслан / Мустафин, Ильнур (все — Россия)                 | земля 95 % песчаные дороги 5 %  |
| 4     | На старт! Внимание: 420 километров извилисто! | Астрахань | Астрахань |       |           |           | 420,19            | 366,03            | Серрадори, Матье (Франция) / Луркин, Фабиан (Бельгия)      | Каргинов, Андрей Олегович / Мокеев, Андрей Викторович / Леонов, Игорь Иванович (все — Россия)    | земля 60 % песчаные дороги 40 % |
| 5     | Вперед к победе!                              | Астрахань | Волгоград |       |           |           | 552,71            | 443,79            | Рома, Нани (Испания) / Харо, Алекс (Испания)               | Шибалов, Антон Юрьевич / Никитин, Дмитрий Николаевич / Романов, Иван Владимирович (все — Россия) | земля 80 % песчаные дороги 20 % |
| 6     | По самой северной пустыне Европы!             | Волгоград | Липецк    |       |           |           | 766,78            | 317,15            | Аль-Аттия, Нассер (Катар) / Бомель, Матьё (Франция)        | Каргинов, Андрей Олегович / Мокеев, Андрей Викторович / Леонов, Игорь Иванович (все — Россия)    | земля 90 % песчаные дороги 10 % |
| 7     | Курс на Москву!                               | Липецк    | Москва    |       |           |           | 497,22            | 191,70            | Хант, Гарри (Великобритания) / Делоне, Себастьен (Франция) | ван ден Бринк, Мартин (Нидерланды) / де Грааф, Вотер (Нидерланды) /                              | земля 100 %                     |
| Всего | Всего                                         | Всего     | Всего     | Всего | Всего     | Всего     | 3569,55           | 2327,16           |                                                            |                                                                                                  |                                 |

## Результаты
| Поз. | №   | Экипаж                                                           | Автомобиль                    | Время          | Отставание от лидера |
| ---- | --- | ---------------------------------------------------------------- | ----------------------------- | -------------- | -------------------- |
| 1    | 103 | Аль-Раджи, Язид (Саудовская Аравия) / Готтшальк, Тимо (Германия) | en:Mini John Cooper Works WRC | 23 ч 49 ч 14 с |                      |
| 2    | 101 | Аль-Аттия, Нассер (Катар) / Бомель, Матьё (Франция)              | Toyota Hilux                  | 24 ч 57 м 26 с | + 1 ч 8 м 12 с       |
| 3    | 108 | Серрадори, Матье (Франция) / Луркин, Фабиан (Бельгия)            | Buggy LCR30                   | 28 ч 56 м 21 с | + 5 ч 7 м 7 с        |

| Поз. | №   | Экипаж                                                                                           | Автомобиль   | Время          | Отставание от лидера |
| ---- | --- | ------------------------------------------------------------------------------------------------ | ------------ | -------------- | -------------------- |
| 1    | 309 | Каргинов, Андрей Олегович / Мокеев, Андрей Викторович / Леонов, Игорь Иванович (все — Россия)    | КамАЗ-43509  | 25 ч 26 ч 12 с |                      |
| 2    | 303 | Мардеев, Айрат Ильгизарович / Беляев, Айдар Раисович / Галяутдинов, Ахмет (все — Россия)         | КамАЗ-4326-9 | 25 ч 44 м 14 с | + 18 м 2 с           |
| 3    | 306 | Шибалов, Антон Юрьевич / Никитин, Дмитрий Николаевич / Романов, Иван Владимирович (все — Россия) | КамАЗ-4326-9 | 26 ч 29 м 41 с | + 1 ч 3 м 29 с       |